# Dreams (chanson de Fleetwood Mac)
Pour les articles homonymes, voir Dream.
Singles de Fleetwood Mac
Go Your Own Way
(1977) Don't Stop
(1977)
Dreams est une chanson du groupe Fleetwood Mac écrite et composée par Stevie Nicks.
Parue en 1977 sur l'album Rumours, Dreams est également sortie en single la même année avec Songbird en face B. Le single sort en mars aux États-Unis et atteint la première place du Billboard Hot 100 en juin. C'est le premier et, à ce jour, le seul no 1 de Fleetwood Mac aux États-Unis. Au Royaume-Uni, le single sort en juin et se classe 24e.
En 2020, la chanson devient virale dans une vidéo de TikTok, où un skateboarder boit du jus de canneberge.
En 2021, le magazine américain Rolling Stone classe la chanson en 9e position dans sa liste des « 500 plus grandes chansons de tous les temps ».

## Reprises
- The Corrs sur l'album Talk on Corners (1997)
- Letters to Cleo sur l'album Sister (1998)
- Deep Dish sur l'album George Is On (2005), avec la participation de Stevie Nicks
- Yo La Tengo sur l'album Prisoners of Love (2005)
- les acteurs de la série Glee (2011)
- Bastille ft. Gabrielle Aplin (2013)
- David Guetta & Morten ft. Lanie Gardner (2020)